# Paz de 50 anos
O Tratado de Dara, também conhecido como Paz de 50 anos, foi um acordo de paz entre os Impérios Bizantino e Sassânida na cidade fronteiriça de Dara, atualmente situada no sul da Turquia, em 561 ou 562. Acordado por Pedro, o Patrício  em nome do imperador Justiniano I (r. 527–565) e Isdigusnas em nome do xá Cosroes I (r. 531–579), acabou a guerra de 20 anos sobre o Reino de Lázica, na Transcaucásia.
Os sassânidas realizaram uma evacuação em Lázica, mas o estatuto do país vizinho de Suânia foi deixado incerto para tornar uma futura fonte de desacordo. Os sassânidas receberiam subsídio anual de 30 000 nomismas de ouro, com os primeiros sete anos pagáveis imediatamente. Aos cristãos no Irã foi concedida liberdade religiosa. O tratado de paz durou 50 anos, mas permaneceu em efeito apenas até 572, quando os dois impérios começaram outra guerra.